# Атлетски рекорди Русије у дворани за жене
Ово је списак атлетских рекорда Русије у дворани за жене у свим дисциплинама, које воде Међународна асоцијација атлетских федерација ИААФ, Европска атлетска асоцијација ЕАА и Сверуска федерација лаке атлетике ВФЛА. Приказано је стање рекорда на дан 25. март 2015.
| Дисциплина        | Резултат                                                                    | Име                                                                             | Датум              | Такмичење                     | Место, Држава              | Белешка                                 |
| ----------------- | --------------------------------------------------------------------------- | ------------------------------------------------------------------------------- | ------------------ | ----------------------------- | -------------------------- | --------------------------------------- |
| 50 м              | 5,96+ СР                                                                    | Ирина Привалова                                                                 | 9. фебруар 1995    |                               | Мадрид, Шпанија            |                                         |
| 60 м              | 6,92 СР                                                                     | Ирина Привалова                                                                 | 11. фебруар 1993.  |                               | Мадрид, Шпанија            |                                         |
| 200 м             | 22,10                                                                       | Ирина Привалова                                                                 | 19. фебруар 1995.  | Митинг Па д Кале              | Лијевен, Француска         |                                         |
| 300 м             | 35,45                                                                       | Ирина Привалова                                                                 | 17. јануар 1993.   |                               | Москва, Русија             |                                         |
| 400 м             | 49,68                                                                       | Наталија Назарова                                                               | 18. фебруар 2004.  |                               | Москва, Русија             |                                         |
| 500 м             | 1:06,31                                                                     | Олесја Форшева                                                                  | 7. јануар 2006.    |                               | Јекатеринбург, Русија      |                                         |
| 600 м             | 1:23,44                                                                     | Олга Котљарева                                                                  | 1. фебруар 2004.   |                               | Москва, Русија             |                                         |
| 800 м             | 1:47,47                                                                     | Наталија Циганова                                                               | 7. март 1999.      | СП 1999.                      | Маебаши, Јапан             |                                         |
| 1.000 м           | 2:32,16                                                                     | Јулија Фоменко                                                                  | 25. јануар 2006.   |                               | Москва, Русија             |                                         |
| 1.500 м           | 3:58,28 СР                                                                  | Јелена Соболова                                                                 | 18. фебруар 2006.  |                               | Москва, Русија             |                                         |
| миља              | 4:23,49                                                                     | Олга Комјагина                                                                  | 27. јануар 2008    |                               | Москва, Русија             |                                         |
| 2.000 м           | 5:38,58                                                                     | Марија Коновалова                                                               | 7. јануар 2010.    |                               | Јекатеринбург, Русија      |                                         |
| 3.000 м           | 7:42,74                                                                     | Љиља Шобухова                                                                   | 17. фебруар 2006.  |                               | Москва, Русија             |                                         |
| 2 миље            | 9:45,25                                                                     | Алесија Сирева                                                                  | 26. фебруар 2009.  |                               | Праг, Чешка                |                                         |
| 5.000             | 15:10,63                                                                    | Олга Јегорова                                                                   | 30. јануар 2000.   |                               | Дортмунд Немачка           |                                         |
| 50 м препоне      | 6,73                                                                        | Yuliya Graudyn                                                                  | 27. фебруар 1995.  |                               | Москва, Русија             |                                         |
| 60 м препоне      | 7,69                                                                        | Људмила Енквист                                                                 | 4. фебруар 1990.   |                               | Чељабинск, Совјетски Савез |                                         |
| 100 м препоне     | 13,16                                                                       | Нина Аргунова                                                                   | 16. фебруар 2013.  | Атлетски фестивал             | Флоре, Норвешка            |                                         |
| 400 м препоне     | 58,57                                                                       | Светлана Гоголева                                                               | 12. фебруар 2012.  |                               | Val-de-Reuil Француска     |                                         |
| 2.000 м препреке  | 6:05,29                                                                     | Марија Бикова                                                                   | 22. јануар 2013.   |                               | Белгород, Русија           |                                         |
| 3.000 м препреке  | 9:07,00                                                                     | Татјана Петрова                                                                 | 17. фебруар 2006.  |                               | Москва, Русија             |                                         |
| Скок увис         | 2,06                                                                        | Ана Чичерова                                                                    | 4. фебруар 2012.   |                               | Арнштат, Немачка           | Архивирано на веб-сајту (27. март 2014) |
| Скок мотком       | 5,01,ЕР                                                                     | Јелена Исинбајева                                                               | 15. фебруар 2012.  |                               | Стокхолм, Шведска          |                                         |
| Скок удаљ         | 7,30                                                                        | Галина Чистјакова                                                               | 28. јануар 1989.   |                               | Липецк, Совјетски Савез    |                                         |
| Троскок           | 15,36 СР                                                                    | Татјана Лебедева                                                                | 6. март 2004.      | СП 2004.                      | Будимпешта, Мађарска       |                                         |
| Бацање кугле      | 22,14                                                                       | Наталија Лисовска                                                               | 7. фебруар 1987.   |                               | Пенза, Совјетски Савез     |                                         |
| Петобој           | 4.991 СР                                                                    | Ирина Белова                                                                    | 15. фебруар 1992.  |                               | Берлин, Немачка            |                                         |
| Петобој           | 8,22 (60 м препоне), 1,93 (вис), 13,25 (кугла), 6,67 (даљ), 2:10,26 (800 м) |                                                                                 |                    |                               |                            |                                         |
| Седмобој          | 5.892                                                                       | Ана Снеткова                                                                    | 21. децембар 2004. |                               | Кемерово, Русија           |                                         |
| Седмобој          | (60 м), (даљ), (кугла), (вис), (60 м препоне), (мотка), (1.000 м)           |                                                                                 |                    |                               |                            |                                         |
| 3.000 м ходање    | 11:44,00                                                                    | Алина Иванова                                                                   | 7. фебруар 1992.   |                               | Москва, Русија             |                                         |
| 5.000 м ходање    | 20:10,3                                                                     | Вера Соколова                                                                   | 30. децембар 2010. | Првенство Мордовија у дворани | Сарандск, Русија           | [ 1 ]                                   |
| 10.000 м ходање   | 44:38,0                                                                     | Олимпијада Иванова                                                              | 21. јануар 2002.   |                               | Москва, Русија             |                                         |
| 4 x 200 м штафета | 1:32,41 СР                                                                  | Русија Јекатерина Кондратјева, Ирина Хабарова, Јулија Печонкина, Јулија Гушчина | 29. јануар 2005.   |                               | Глазгов Шкотска            |                                         |
| 4 x 400 м штафета | 3:23,37 СР                                                                  | Русија Јулија Гушчина, Олга Котљарова, Олга Зајцева, Олесја Красномовец         | 28. јануар 2006.   |                               | Глазгов Шкотска            |                                         |
| 4 x 800 м штафета | 8:06,24 СР                                                                  | Москва 1 Александра Буланова Јекатерина Мартинова Јелена Кофанова Ана Балакшина | 18. фебруар 2011.  | Прв. Русије                   | Москва Русија              |                                         |

+ = део дуже дистанце